# جان ماري دو لو
جان ماري دو لو هو سياسي فرنسي، ولد في 30 أكتوبر 1738 في Biras ‏ في فرنسا، وتوفي في 2 سبتمبر 1792 في Carmes Prison ‏ في فرنسا.

## مناصب
- انتخب مطران كاثوليكي  [لغات أخرى]‏ (1 أكتوبر 1775 – ).
- انتخب أسقف كاثوليكي (1 أكتوبر 1775 – ).
- انتخب Archbishop of Arles  [لغات أخرى]‏ (1 أكتوبر 1775 – 1790).
- انتخب نائب فرنسي.